# 강준모
강준모(2002년 2월 8일 ~ )는 대한민국의 축구 선수로 현재 미국 MLS 넥스트 프로의 터코마 디파이언스에서 미드필더로 뛰고 있다.